# Mecapaca
Mecapaca è un comune (municipio in spagnolo) della Bolivia nella provincia di Pedro Domingo Murillo (dipartimento di La Paz) con 13.688 abitanti (dato 2010).

## Cantoni
Il comune è suddiviso in 3 cantoni (popolazione al 2001):
- Chanka - 2.712 abitanti
- Mecapaca - 7.189 abitanti
- Santiago de Collana - 1.881 abitanti